# Thabo Malema
Thabo Gabriel Malema es un actor sudafricano.

## Biografía
Malema nació el 26 de diciembre de 1985 en Mabopane, Gauteng, Johannesburgo. Asistió a la universidad Maryvale y posteriormente estudió cine en la South African School of Motion Picture Medium and Live Performance (AFDA). También completó en la UNISA la licenciatura en comunicación y lenguaje. En 2010, viajó a Uganda y Níger y trabajó en la empresa de telefonía móvil Airtel.

## Carrera profesional
Comenzó su carrera como actor en 2006 sin tener experiencia previa. Luego produjo la película histórica Kalushi, la cual gira en torno a un niño, Solomon Mahlangu, que se une al movimiento de liberación de Sudáfrica después de ser golpeado por agentes de policía del apartheid. En teatro, actuó en obras de teatro como All Balls, Umuzi ka Vusi y Woza Albert. En 2015, fue nominado al Premio Cuerno de Oro en la categoría mejor actor principal en los Premios de Cine y Televisión de Sudáfrica (SAFTA) por su actuación en la película Single Guys.
Además del cine y el teatro, también apareció en producciones de televisión como The Lab y Room 9, Single Guys, Gold Diggers y Lithapo y colaboró con películas internacionales de Hollywood como Primeval Kill, 10 000 BC y A Million Colors.
En agosto de 2020, protagonizó la comedia Serively Single codirigida por Katleho y Rethabile Ramaphakela. La película fue estrenada el 31 de julio de 2020 en Netflix.

## Filmografía

### Series de televisión
- Lithapo - temporada 1
- Gold Diggers - temporada 1 y 2
- The Lab – temporada 2
- Strike Back – temporada 2
- The No. 1 Ladies' Detective Agency – temporada 1
- The Professionals Single Guys – temporada 1
- The River - temporada 1 y 2
- Room 9 - temporada 1
- Easy Money – temporada 1
- Jacob's Cross – temporada 5
- Gauteng Maboneng

### Cine
| Año  | Título            | Papel        | Ref.  |
| ---- | ----------------- | ------------ | ----- |
| 2011 | White Lion        | Gisani joven | [ 7 ] |
| 2018 | Mma Moeketsi      | Moeketsi     |       |
| 2011 | A Million Colours | Lawrence     |       |
| 2016 | Kalushi           | Mondy        |       |
| 2018 | Table Manners     | Kgotso       |       |
| 2020 | Seriously single  | Repartidor   |       |